# Иллюстров, Иакинф Иванович
Иакинф Иванович Иллюстров (1845 — не ранее 1917) — военный юрист, генерал от инфантерии, председатель Главного военного суда, исследователь русских пословиц и поговорок.

## Биография
Иллюстров родился 10 июля 1845 года в духовной семье в Пензенской губернии. По окончании в 1866 году Пензенской духовной семинарии он поступил 31 августа 1867 году на военную службу и, пройдя курс 2-го военного Константиновского училища, 12 июля 1869 года был выпущен в 1-й гренадерский стрелковый батальон с чином подпоручика. Переведённый затем в 19-й стрелковый батальон и получивший чин поручика (17 февраля 1873 года), Иллюстров поступил в Военно-юридическую академию, которую окончил в 1876 году по 1-му разряду. В том же году он был произведён в штабс-капитаны (19 октября 1876 года), а 1 октября 1878 года переименован в поручики военно-судебного ведомства и назначен помощником военного прокурора одного из военно-окружных судов.
За время своей службы помощником военного прокурора Иллюстров был произведён в штабс-капитаны (17 апреля 1879 года), капитаны (12 апреля 1881 года) и подполковники (8 апреля 1884 года). 2 ноября 1887 года он был перемещён на должность военного следователя Московского военно-окружного суда и в следующем году (24 апреля) получил чин полковника. Во время службы в Москве Иллюстров стал действительным членом Московского юридического общества. 17 июня 1893 года его назначили военным судьёй того же суда, а 15 февраля 1898 года — военным прокурором Казанского военно-окружного суда. Четыре года спустя, 4 февраля 1902 года, генерал-майор (с 6 декабря 1898 года) Иллюстров был перемещён на такую же должность в Киевский военно-окружной суд.
6 декабря 1905 года Иллюстров был произведён в генерал-лейтенанты, а через месяц (9 января 1906 года) стал председателем Московского военно-окружного суда. С 3 мая 1908 года он являлся постоянным членом Главного военного суда, а с 4 августа 1911 года его председателем. 3 мая 1912 года, за выслугой установленного законом четырёхлетнего срока пребывания в составе Главного военного суда, Иллюстров был произведён в генералы от инфантерии с увольнением от службы с мундиром и пенсией. Сменил его на этом посту С. А. Быков.
Был председателем комиссии для пересмотра всех законоположений о суде общества офицеров и выработки новых положений о нём (1908—1909).
Выйдя в отставку, Иллюстров поселился в Москве. Точная дата и обстоятельства его кончины не установлены; согласно справочнику «Вся Москва» на 1917 год отставной генерал от инфантерии и его супруга Анна Ивановна Иллюстрова проживали по адресу: Пречистенский бульвар, д. 17. Сын генерала Владимир Иакинфович Иллюстров в это время в чине надворного советника служил бухгалтером в Московской конторе Государственного банка.
Помимо служебной деятельности, Иллюстров известен своим многолетним трудом по собиранию, публикации и изучению русских народных пословиц и поговорок. В 1885 году он опубликовал «Юридические пословицы и поговорки русского народа», в 1904 году — «Сборник российских пословиц и поговорок» (в 1910 и 1915 годах вышли 2-е и 3-е издание). Советский литературовед М. А. Рыбникова в 1935 г. отмечала: «Труд Даля „Пословицы русского народа“ [1862] и работа Иллюстрова „Жизнь русского народа в его пословицах и поговорках“ [1910] являются для дореволюционной России наиболее богатыми собраниями русских пословиц» и «сборник пословиц Иллюстрова был настольной книгой Толстого».

## Награды
Иллюстров имел знак отличия за ХL лет беспорочной службы (1912 год) и ордена:
- Орден Святого Владимира 4-й степени (1884 год)
- Орден Святого Станислава 2-й степени (1891 год)
- Орден Святой Анны 2-й степени (1894 год)
- Орден Святого Владимира 3-й степени (1901 год)
- Орден Святого Станислава 1-й степени (6 декабря 1904 года)
- Орден Святой Анны 1-й степени (1908 год)
- Орден Святого Владимира 2-й степени (6 декабря 1911 года)

## Сочинения
- Военные суды в русской армии за 25-летие 1861—1885 г.: Обзор статистических сведений по всеподданнейшим отчетам Военного министерства / Сост. д. чл. Моск. юрид. о-ва И. Иллюстров. — [Москва: Типо-лит. А. Тяжелова, ценз. 1890]. — 162 с.
- Юридические пословицы и поговорки русского народа: Опыт систематического, по отделам права, собрания юридических пословиц и поговорок русского народа. — Москва: тип. В. В. Чичерина, 1885. — 72, IV с.
- Сборник российских пословиц и поговорок. — Киев: тип. С. В. Кульженко, 1904. — 476, VI с.
- Жизнь русского народа в его пословицах и поговорках: Сборник русских пословиц и поговорок. Изд. 3-е, испр. и доп. — М., 1915.
- О поддержании в войсках стрелкового образования // Военный сборник, 1871. 13 марта.